# دینار یوگسلاوی
دینار یوگسلاوی (به انگلیسی: Yugoslav dinar) (به زبان بومی: динар / dinar) یکای پول رایج در کشور یوگسلاوی بود. مسئولیت کنترل این یکای پول برعهدهٔ بانک دولتی یوگسلاوی قرار داشت.